# 特拉扬·伯塞斯库
特拉扬·伯塞斯库（羅馬尼亞語：Traian Băsescu，發音：[traˈjan bəˈsesku]；1951年11月4日—），罗马尼亚政治家，曾任罗马尼亚交通、建筑和旅游部长、布加勒斯特市长，前任罗马尼亚总统。
2007年4月20日，伯塞斯庫被反對派主導的國會指控濫用權力、違反憲法，國会通過了對總統進行弹劾的提案，並由原參議院議長尼古拉·沃克罗尤暫代總統權力，但伯塞斯庫仍然拒不辞职。5月20日，罗马尼亚举行全民公决，否决了对伯塞斯库的弹劾案。其後於2009年總統選舉中獲勝，但2012年再度被反對黨控制的國會彈劾，但全民公决再次否决了对伯塞斯库的弹劾案。他與國會持續關係緊張。

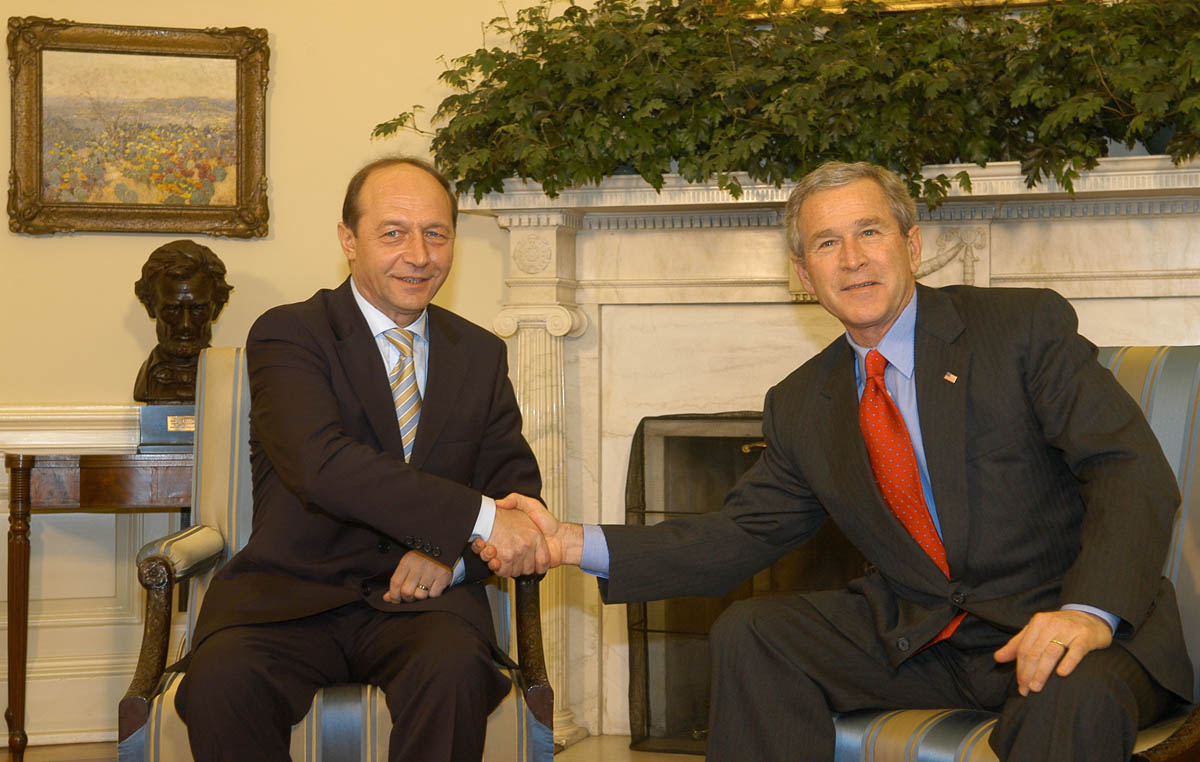
特拉扬·伯塞斯库（左）与美国总统乔治·W·布什

## 个人简介
伯塞斯库1976年毕业于康斯坦察海洋学院航行系，后进入罗马尼亚海运公司工作，曾先后在3条远洋货轮和油轮上任工作，当过三副、二副、大副，以后又当过11年的船长。虽然曾经负责过罗马尼亚商船安特卫普代表处的工作，但是，伯塞斯库真正走上政坛还是在罗马尼亚发生剧变的1989年。
1989年伯塞斯库进入了罗马尼亚运输部，先是出任海洋局局长和相当于副部长的国务秘书，后来三次出任运输部部长。在这期间，他还在1995年到挪威科学院学习，专修海运业管理课程。尽管1992年参与了国会众议院选举并当选为议员，后又被推举为众议院产业服务委员会副主席，但总的说，伯塞斯库是一个业务官僚，1996年为了入阁当运输部部长，他甚至辞去了国会议员的职务。

## 政治生涯

### 布加勒斯特市长
2000年，伯塞斯库当选为布加勒斯特市长。任内不顾国内外动物保护人士的强烈反对，也不理会有关法律不准许屠杀流浪动物的规定，专门组建了政府“打狗队”，用了几个月的时间将市内的几十万条流浪狗消灭干净，自己也因此背上了“布加勒斯特屠夫”的骂名。2002年底，罗马尼亚三名女体操队员（Corina Ungureanu, Lavinia Milosovici & Claudia Presecan）因为在日本杂志登裸照，在日本私人有线电视上跳裸体体操，不仅受到国内舆论界的齐声谴责，而且被罗马尼亚体操协会严厉处罚。然而，伯塞斯库却与众不同地对她们大加赞赏，认为全世界都应该理解她们，她们有权去做自己想做的事情。不仅如此，他甚至还将象征着布加勒斯特市最高荣誉的城市钥匙送给她们。在自己的所作所为引起广泛争议的同时，伯塞斯库的名气在罗马尼亚也越来越大。

### 罗马尼亚总统
2001年伯塞斯库被右派民主自由党推举为党主席，2004年民主自由党联名推举伯塞斯库作为总统候选人参加11月举行的总统选举。12月13日，伯塞斯库以51.8%的得票率胜出，他的竞选对手、总理阿德里安·讷斯塔塞得票率为48.2%。12月20日宣誓就职总统。

#### 第一次弹劾
2007年2月28日，在野社会民主党以伯塞斯库有违宪行为为由正式提出弹劾总统案，4月19日，罗议会以绝对多数通过了弹劾总统议案。弹劾案次日获得宪法法院确认后，总统伯塞斯库随即被停职一个月，参议院议长尼古拉·沃克罗尤出任临时总统。4月20日，宪法法院对尼古拉·沃克罗尤出任临时总统的资格予以确认，接替因议会通过弹劾议案而停职的伯塞斯库。5月21日，罗马尼亚就议会弹劾总统议案举行全民公决，这次全民公决的投票率为44.02%，其中赞成议会弹劾总统议案的选民为24.9%，反对者为74.32%，伯塞斯库重新担任总统。

#### 成功连任总统
2009年11月22日，罗马尼亚举行总统选举，共有12名候选人参与角逐，其中呼声最高的是获得执政民主自由党支持的现任总统伯塞斯库、议会最大反对党社会民主党主席米尔恰·杰瓦讷和国家自由党主席克林·安东内斯库。首輪投票中，12名候選人無一獲得法定半數以上選票，得票較多的伯塞斯庫和傑瓦訥因而進入第二輪投票一決勝負。
12月9日，羅馬尼亞中央選舉辦公室定於公佈總統選舉第二輪投票最終結果，現任總統伯塞斯庫以50.33%的微弱多數戰勝社會民主黨主席傑瓦訥，獲得連任。伯塞斯庫和傑瓦訥的得票率太接近，而社民黨又聲稱本次大選存在舞弊行為，這導致選舉結果被蒙上了“缺乏合法性”的陰影。

#### 第二次弹劾
2012年7月6日，执政党社会自由联盟在罗马尼亚议会提出总统弹劾议案，理由是总统伯塞斯库越权行使总理职权。议会通过了弹劾议案，按照宪法规定，伯塞斯库被停职，一个月内，全民公决将决定总统的职位去留。7月29日，全民公投由于投票率未过半，选举委员会宣布此次弹劾失败。

## 荣誉

### 外国勋章奖章
- 芬兰白玫瑰大十字勋章附颈饰（芬兰，2008年[6]）